# Сервий Корнелий Сципион Сальвидиен Орфит (консул-суффект)
Сервий Корнелий Сципион Сальвидиен Орфит (лат. Servius Cornelius Scipio Salvidienus Orfitus) — римский государственный деятель второй половины I века.
Отцом Сальвидиена был консул 51 года Сервий Корнелий Сципион Сальвидиен Орфит. В 82 году, по всей видимости, он назначался консулом-суффектом. Согласно Светонию, Орфит был обвинён императором Домицианом в подготовке мятежа, отправлен в изгнание, где и был казнён.
Его сыном был консул 110 года Сервий Корнелий Сципион Сальвидиен Орфит.